# ONKO Unie
ONKO Unie, o.p.s. je česká obecně prospěšná společnost. Zaměřuje se na edukativní a osvětové kampaně pro širokou veřejnost a podporuje pacientky s onkogynekologickými diagnózami a metastatickou rakovinou prsu. Tedy případy rakoviny, kdy se karcinom prsu dále rozrůstá v metastázách. Platforma spojuje lékaře, pacienty s nádorovými onemocněními a stakeholdery s cílem zlepšit kvalitu života onkologicky nemocných v České republice.

## Činnost
ONKO Unie se věnuje systematické edukaci veřejnosti, onkologicky nemocných, jejich rodin. Organizuje celostátní kampaně ve prospěch prevence rakoviny a propagace zdravého životního stylu. Prosazuje zlepšení kvality diagnostiky, efektivitu léčby i podpůrné a paliativní péče u nádorových onemocnění. Propaguje individualizovaný přístup k léčbě a rovné podmínky pro rekonvalescenci pacientů s nádorovým onemocněním. Podporuje vzdělávání onkologů a jejich spolupráci v rámci multidisciplinárních týmů (týmy složené z odborníků různých specializací), diskuse pacientů, lékařů i kompetentních autorit v rámci rozhodovacího procesu a úhrady nákladné léčby pacientů se zhoubnými nádory. Buduje vztahy a aliance se zahraničními lékařskými a pacientskými organizacemi.

### Projekty ONKO Unie
Dny ONKO Unie: Každoroční odborný seminář, který slouží jako platforma pro výměnu nejnovějších poznatků mezi lékaři, pacienty a dalšími odborníky v oblasti onkologie.
Kampaň „BRCA nejsou jen PRSA“: Společný projekt s Nadačním fondem Hippokrates a Pacientskou organizací VERONICA, zaměřený na osvětu o genetických mutacích BRCA1 a BRCA2. Cílem je zvýšit povědomí o prevenci a léčbě karcinomu vaječníků, který je v České republice diagnostikován u více než 900 žen ročně.
Kampaň Nejsem na odpis: Kampaň upozorňuje na problém nedostupnosti moderní cílené léčby pro pacientky s metastatickou rakovinou prsu v ČR. Zatímco v jiných evropských zemích je tato léčba hrazena z veřejného pojištění, české pacientky si ji často musí platit samy. Kampaň měla za cíl šířit osvětu, vyvolat mediální tlak na klíčové instituce, jako jsou zdravotní pojišťovny a SÚKL (Státní ústav pro kontrolu léčiv), a zajistit lepší dostupnost této léčby. Díky moderní terapii se totiž může pacientkám prodloužit a zkvalitnit život o několik let. V rámci kampaně vydala ONKO Unie dvě informativní brožurky. 
ENGAGe Teens: Projekt, který povzbuzuje teenagery po celém světě, aby se informovali o bezpečném a účinném očkování proti HPV. Projekt ENGAGe Teens je součástí Evropské sítě advokačních skupin pro gynekologická nádorová onemocnění (ENGAGe – The European Network of Gynaecological Cancer Advocacy Groups). Zapojujeme se do různých osvětových aktivit, jako je například World GO Day – Světový den onkogynekologických diagnóz.

### ONKO Unie a EUPATI
EUPATI (European Patients' Academy on Therapeutic Innovation) je prestižní evropský program zaměřený na vzdělávání zástupců pacientských organizací v oblasti farmaceutických inovací. Cílem je účastníky podrobně se seznámit s celým životním cyklem léčiv, od počátečního vývoje molekuly přes klinické zkoušky až po patentování, hodnocení zdravotnických technologií a uvedení léčiv na trh. Program poskytuje účastníkům nejen odborné znalosti, ale také příležitost stát se rovnocennými partnery veřejných institucí a farmaceutických společností. Tento vzdělávací program byl dosud k dispozici pouze na evropské úrovni, ale od léta 2022 je k dispozici i v České republice.
Česká platforma EUPATI byla založena v létě 2022 z iniciativy Petra Adámkové a ONKO Unie. Tato platforma má tři hlavní pilíře, kterými jsou Petra Adámková, Lenka Součková a Lenka Břeská. Vzdělávací program EUPATI v České republice probíhá pod hlavičkou Akademie pacientských organizací (APO), která zajišťuje realizaci tohoto unikátního edukačního nástroje.
Ředitelka ONKO Unie Petra Adámková se stala první absolventkou programu EUPATI v České republice, absolvovala originální anglický kurz na EUPATI Learning. Následně iniciovala vznik české platformy EUPATI a stala se jednou z prvních absolventek tohoto programu v České republice. Tímto způsobem přispěla k rozšíření vzdělávacích možností pro zástupce pacientských organizací i v českém prostředí.

### Úspěchy
ONKO Unie se stala absolutním vítězem čtrnáctého ročníku oborové soutěže LEMUR – České ceny za Public Relations 2019, a to díky projektu „Nejsem na odpis – boj za úhradu moderní léčby“. Cílem projektu bylo umožnit pacientkám s metastatickou rakovinou prsu dostupnost moderní léčby, která rozhoduje o kvalitě i délce života. Projekt získal, kromě ceny pro Absolutního vítěze, i první místo v kategorii Farmacie, zdravotnický sektor a druhé místo v kategorii Sólokapr/Media placement. Kampaň byla zahájena v roce 2016 s cílem zlepšit kvalitu života žen s metastatickou rakovinou prsu. Součástí kampaně byly dvoudenní edukativní workshopy nazvané „Den pro sebe“, zaměřené na nácvik relaxačních technik pro pacientky a jejich rodinné příslušníky.

## Spolupráce
ONKO Unie  je členem spolku Hlas onkologických pacientů.Zároveň je i členem mezinárodní sítě pacientských organizací ENGAGe pod patronací Evropské onkogynekologické společnosti ESGO. V roce 2018 se ONKO Unie stala součástí platformy Podpora pečujících. Spolupracuje s Veronica, z. ú pod záštitou Ministerstva zdravotnictví ČR. Důležitá je také spolupráce s organizací Alfa Human Service, z.s. v rámci platformy Podpora pečujících.

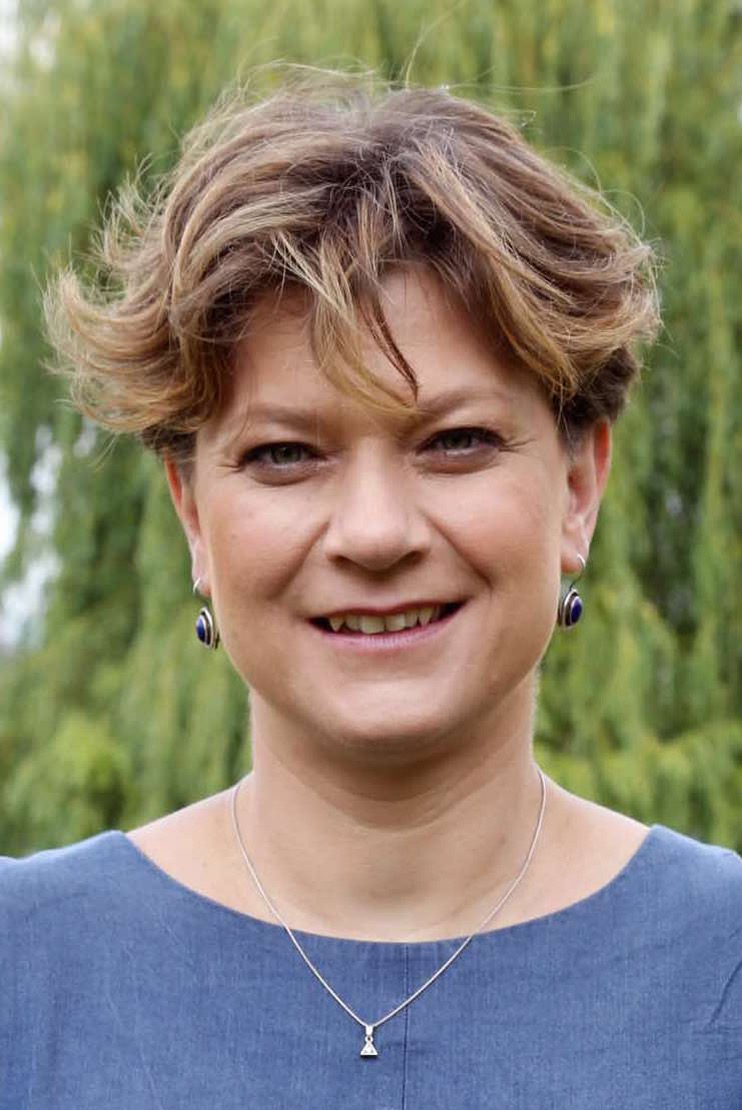
Ředitelka ONKO Unie Petra Adámková

## Statutární orgán
Ředitelkou Onko Unie, o. p. s. byla v listopadu 2015 jmenována Mgr. Petra Adámková. Od té doby nadále zastává tuto pozici a pokračuje ve své práci. Vystudovala Filosofickou fakultu University Karlovy a od roku 1998 se věnuje oblasti Public relations. Podílela se na edukativních kampaních v oblasti zdravotnictví a spolupracuje s neziskovou organizací Alfabet, která se mimo jiné věnuje i podpoře neformálních pečujících. Na podzim 2019 byla zvolena do čela evropské sítě pacientských onkogynekologických organizací pod patronací ESGO jako ENGAGe Co-chair (2021-2023) a stala se předsedkyní výboru Hlasu onkologických pacientů, z.s. (2021-doposud). V prosinci 2023 se Petra Adámková stala členkou správní rady (Board member) programu From Testing toTargeted Treatment (FT3), neziskového programu zaměřeného na precizní medicínu. Od 29. 1. 2025 je Petra Adámková místopředsedkyní ASCOPA.